# 官任駅
官任駅（かんにんえき、閩南語:Koaⁿ-līm tsām）は、中華人民共和国福建省廈門市集美区杏林湾路と和新路の交差点の交差点にある、廈門軌道交通の駅である。1号線と6号線が乗り入れ、両路線の接続駅となっている。

## 歴史
- 2017年12月31日1号線の駅として開業。

## 駅構造

### のりば
| 番線 | 路線              | 方面                                      | 行先          |
| ---- | ----------------- | ----------------------------------------- | ------------- |
|      | 廈門軌道交通1号線 | 誠毅広場・集美大道・天水路・廈門北駅 方面 | 岩内 行き     |
|      | 廈門軌道交通1号線 | 文竈・将軍祠・中山公園・鎮海路 方面       | 鎮海路 行き   |
|      | 廈門軌道交通6号線 | 內茂・集美島・鼎美・林埭 方面             | 竜江明珠 行き |
|      | 廈門軌道交通6号線 | 集美創業園 方面                           | 華僑大学 行き |

## 隣の駅
廈門軌道交通
■1号線
杏錦路駅 - 官任駅 - 誠毅広場駅
■6号線
董任駅 - 官任駅 - 内茂駅